# Quận Spalding, Georgia
Quận Spalding là một quận trong tiểu bang Georgia, Hoa Kỳ. Quận lỵ đóng ở thành phố Griffin 6. Theo điều tra dân số năm 2000 của Cục điều tra dân số Hoa Kỳ, quận có dân số 62.185 người 2. Dân số năm 2007 ước khoảng 62.826 người. 
Quận này thuộc vùng đô thị Atlanta (vùng đô thị Atlanta-Sandy Springs-Marietta).

## Thông tin nhân khẩu
Theo điều tra dân số 2 năm 2000, quận đã có dân số 58.417 người, 21.519 hộ gia đình, và 15.773 gia đình sống trong quận. Mật độ dân số là 295 người trên một dặm vuông (114/km ²). Có 23.001 đơn vị nhà ở với mật độ trung bình là 116 dặm vuông (45/km ²). Cơ cấu điểm chủng tộc của quận này là 66,50% người da trắng, 31,05% da đen hay Mỹ gốc Phi, 0,23% người Mỹ bản xứ, 0,67% người châu Á, 0,02% người đảo Thái Bình Dương, 0,65% từ các chủng tộc khác, và 0,88% từ hai hoặc nhiều chủng tộc. 1,62% dân số là người Hispanic hay Latino thuộc chủng tộc nào.
Có 21.519 hộ, trong đó 34,00% có trẻ em dưới 18 tuổi sống chung với họ, 50,30% là các cặp vợ chồng sống với nhau, 18,20% có chủ hộ là nữ không có mặt chồng, và 26,70% là không lập gia đình. 22,30% của tất cả các hộ gia đình đã được tạo thành từ các cá nhân và 8,50% có người sống một mình 65 tuổi trở lên đã được người. Bình quân mỗi hộ là 2,67 và cỡ gia đình trung bình là 3,12.
Trong quận độ tuổi dân cư với 27,30% dưới độ tuổi 18, 9,20% 18-24, 29,40% 25-44, 22,50% 45-64, 11,70%, và 65 tuổi trở lên. Tuổi trung bình là 35 năm. Cứ mỗi 100 nữ có 93,20 nam giới. Cứ mỗi 100 nữ 18 tuổi trở lên, đã có 88,90 nam giới.
Thu nhập trung bình cho một hộ gia đình trong quận đã được $ 36.221, và thu nhập trung bình cho một gia đình là $ 41.631. Nam giới có thu nhập trung bình $ 32.347 so với 22.114 $ cho phái nữ. Thu nhập trên đầu cho các quận được $ 16.791. Giới 12,40% gia đình và 15,50% dân số sống dưới mức nghèo khổ, trong đó có 21,30% những người dưới 18 tuổi và 11,30% có độ tuổi từ 65 trở lên. 